# Dragan Kapičić
Dragan Kapičić (serbisch-kyrillisch Драган Капичић, * 7. August 1948 in Belgrad; † 24. Juni 2024) war ein jugoslawischer Basketballspieler.

## Leben
Der 1,98 Meter große Small Forward gehörte ab Mitte der 1960er Jahre zur Mannschaft von Roter Stern Belgrad. Mit der jugoslawischen Juniorennationalmannschaft nahm er 1966 an der Europameisterschaft teil. Ein Jahr später gehörte Kapičić der Herrennationalmannschaft an, die bei der EM antrat.
1969 gewann er mit Roter Stern die jugoslawische Meisterschaft und erzielte im Verlauf der Saison 1968/69 16,3 Punkte je Begegnung. Bei der Europameisterschaft 1969 errang er mit Jugoslawien die Silbermedaille, im Endspiel gegen die Sowjetunion kam er auf acht Punkte.
Kapičić wurde 1970 Weltmeister, zum 70:63-Endspielsieg über die Vereinigten Staaten trug er zwei Punkte bei. Im Verlauf der Saison 1970/71 kam er auf einen Schnitt von 20 Punkten je Begegnung und erreichte in den folgenden vier Spieljahren jeweils einen Mittelwert von mehr als 20 Punkten in der jugoslawischen Liga. Seinen Höchstwert erreichte er in der Saison 1972/73 mit fast 29 Punkten je Begegnung. Er holte 1971 mit der Nationalmannschaft Jugoslawiens wieder EM-Silber, erneut stand die Sowjetunion im Weg. Mit einem Schnitt von 12,1 Punkten je Spiel war es Kapičićs bestes internationales Turnier. 1972 wurde er zum zweiten Mal jugoslawischer Meister.
Er stand im jugoslawischen Aufgebot, das 1972 an den Olympischen Sommerspielen in München antrat. Eine olympische Medaille wurde als Gesamtfünfter verpasst, Kapičić kam in München auf 8,8 Punkte je Begegnung.
Er gewann während seiner Laufbahn dreimal den jugoslawischen Pokalwettbewerb. Mit Roter Stern stand er 1972 im Endspiel des Europapokals der Pokalsieger, dieses wurde jedoch gegen Olimpia Mailand verloren. Im Januar 1973 machte Kapičić mit einer Spitzenleistung im Europapokal der Landesmeister auf sich aufmerksam, als er zum 103:88-Sieg über Maccabi Tel Aviv 40 Punkte beitrug. Im Spieljahr 1973/74 holte er mit Roter Stern den Sieg im Europapokal der Pokalsieger, im Endspiel gegen TJ Spartak ZJŠ Brünn (86:75) erzielte Kapičić 23 Punkte und war damit bester Korbschütze seiner Mannschaft.
Er trat mit Jugoslawien bei der Weltmeisterschaft 1974 an und gewann Silber, 1975 wurde er Europameister. Insgesamt bestritt er 167 Länderspiele, in denen er 1484 Punkte verbuchte.
Bei Roter Stern Belgrad blieb er bis 1977. In der jugoslawischen Liga brachte es Kapičić auf eine Gesamtzahl von 4662 Punkten und einen Punkteschnitt von 18,3 je Begegnung. Zum Abschluss seiner Laufbahn spielte Kapičić ab 1977 beim ASV Köln (ab 1978 BSC Saturn Köln) in der Basketball-Bundesliga. Er blieb dort bis 1979 und stach auch in Köln durch seine Korbgefährlichkeit heraus.
Von 2007 bis 2011 war er Vorsitzender des serbischen Basketballverbands. Er ist der Vater des Schauspielers Stefan Kapičić.